# Руси Гочев
Руси Жеков Гочев (роден на 9 март 1958 г.) е бивш български футболист, дясно крило. Основната част от кариерата му преминава в Левски (София). Голмайстор на А група за сезон 1978/79 с 19 попадения.
За националния отбор на България изиграва 43 мача и бележи 8 гола от 1978 г. до 1986 г.

## Състезателна кариера

### На клубно ниво
Родом от Бургас, Гочев израства в школата на местния клуб Черноморец. Става шампион на България в три възрасти – деца, юноши младша и юноши старша възраст. Дебютира за мъжкия отбор през сезон 1976/77 в Южната Б група, като „акулите“ завършват на 1-во място и печелят промоция за А група. През сезон 1977/78 изиграва 29 мача в елитното първенство, в които бележи 7 гола. Следващият сезон 1978/79 също го започва в Черноморец, като вкарва 5 гола в първите 6 мача. Изиграва последния си двубой за клуба на 19 септември 1978 г. срещу Марек (Дупница) – отчита се с гол и две асистенции за победа с 4:0.
На 20 септември 1978 г. Гочев преминава в Левски (София). Дебютира за „сините“ на 23 септември срещу Академик (София), като бележи и двата гола за успеха с 2:1. До края на сезона изиграва 19 мача за Левски и вкарва 14 попадения, които помагат на отбора да стане шампион на България. Той печели голмайсторския приз с общо 19 гола (5 за Черноморец и 14 за Левски). Гочев остава в клуба до лятото на 1987 г. Става шампион още два пъти през 1983/84 и 1984/85, а освен това три пъти печели и националната купа. За Левски изиграва общо 246 мача и вкарва 75 гола – 188 мача с 58 гола в А група, 37 мача с 16 гола за купата и 21 мача с 1 гол в евротурнирите. Бележи единственият си гол на международно клубно ниво на 19 октомври 1983 г. при гостуване на английския Уотфорд в мач от Купата на УЕФА, който завършва 1:1.
През 1987 г. Гочев преминава в австрийския ЛАСК Линц. Остава в клуба общо 6 сезона, като през първите две години изиграва 13 мача и вкарва 2 гола в местната Бундеслига, след което ЛАСК изпада във втора дивизия.

### Национален отбор
Има 43 мача и 8 гола за националния отбор, 5 мача за младежкия и 26 мача за юношеския национален отбор. Майстор на спорта от 1979 г. Бърз и техничен, с импровизаторски способности и усет към гола.
За кратко е изпълнителен директор на Черноморец. Бивш член на спортно-техническата комисия на ФК Левски и бивш шеф на ДЮШ към ФК Левски. От 2010 г. до 2011 г. е изпълнителен директор на ФК Несебър. От юли до август 2011 г. е шеф на ДЮШ към Черноморец (Бургас).

## Успехи
Левски (София)
- А група:
  -  Шампион (3): 1978/79, 1983/84, 1984/85

- Национална купа:
  -  Носител (3): 1978/79, 1983/84, 1985/86